# Yrjö Olavi Alanen
Yrjö Olavi Alanen (30. Januar 1927 in Kurikka; † 26. Dezember 2022) war ein finnischer Psychiater, Neurologe, systemischer Familientherapeut, Psychoanalytiker und international renommierter Forscher, der einen integrativen, gemeindepsychiatrischen Ansatz zur Behandlung von Psychosen entwickelt hat, der mittlerweile weit über Finnlands Grenzen hinaus praktisch umgesetzt wird. Diese »bedürfnisangepasste Behandlung« basiert auf psychodynamischen, systemischen und sozial-konstruktionistischen Verstehensansätzen. Dabei sind Krisenintervention, psychotherapeutische sowie pharmakotherapeutische Elemente und ambulante, komplementäre, teil- und vollstationäre Behandlungs- sowie Rehabilitationsmaßnahmen individuell je nach Bedarf miteinander vernetzt. Seit 1990 ist er emeritierter Professor für Psychiatrie der Universität Turku.

## Leben und Wirken
Yrjö Olavi Alanen wurde am 31. Januar 1927 in Kurikka, Finnland, geboren. Seine Eltern waren Aarne Armas Alanen, Lizenziat der Medizin, und Eva Maria Wennerström. Alanen machte 1944 sein Abitur und 1947 seinen Bachelor-Abschluss. 1952 promovierte er an der Universität von Helsinki mit einer Arbeit über „Die Mütter von Schizophrenen“ und absolvierte dort dann auch von 1954 bis 1957 seine Ausbildung zum Facharzt für Psychiatrie und Neurologie. Von 1958 bis 1968 bekleidete er in diesem Krankenhaus leitende klinische Positionen. Danach wurde er zum Professor für Psychiatrie und Vorsitzenden der Abteilung für Psychiatrie an der Universität Turku, Finnland, ernannt und übernahm als ärztlicher Direktor die Leitung der dortigen psychiatrischen Universitätsklinik. Außerdem war er Präsident der Finnish Mental Health Association. Nach seiner Emeritierung im Jahr 1990 setzte er seine berufliche Tätigkeit als Psychotherapeut und Dozent fort, wobei er aber mehr Zeit als zuvor dem Schreiben und der Herausgabe von Büchern auf seinem Fachgebiet widmete. Seit 1952 ist er mit Hanni Aalto, der Tochter von Alvar und Aino Aalto, verheiratet. Er hat vier Kinder und sechs Enkelkinder.
Alanen begann seine psychoanalytische Ausbildung 1955 in Helsinki. 1969 wurde er Mitglied der Finnischen Psychoanalytischen Vereinigung. Sein Hauptinteresse galt der psychodynamischen Erforschung schizophrener Psychosen und der individuellen und familiären Psychotherapie derselben. Er initiierte 1979 die erste systemische Familientherapieausbildung in Finnland. In den 1990er Jahren beteiligte er sich an der Einrichtung eines fortgeschrittenen Ausbildungsprogramms für psychodynamische Einzeltherapie bei schwer gestörten Patienten.
Bereits Alanens frühe Studien befassten sich mit dem familiären Umfeld und der Dynamik Schizophrener. In den Jahren 1959–60 war er wissenschaftlicher Mitarbeiter in der Abteilung für Psychiatrie der Yale University in New Haven (USA) in der Arbeitsgruppe von Theodor Lidz. 1971 organisierte Yrjö Alanen das IV. Symposium der The International Society For Psychological And Social Approaches To Psychosis (ISPS) in Turku, Finnland. Danach war er bis 1997 Mitglied des internationalen Exekutivausschusses der ISPS und wurde deren Ehrenmitglied auf Lebenszeit.
In Turku gründete Alanen zusammen mit seinen Mitarbeitern das Turku Schizophrenia Project, das zur Entwicklung eines bedarfsgerechten Therapieansatzes („bedürfnisangepasste Behandlung“) führte, einer integrierten und individualisierten psychotherapeutisch orientierten Behandlung schizophrener Patienten. In den 1980er Jahren war er Leiter des Finnischen Nationalen Schizophrenieprojekts, das eine stärker psychotherapeutisch und humanistisch ausgerichtete Behandlung von Psychosepatienten anstrebte. Nach einer Nachuntersuchung im Jahr 1992 war sowohl die Zahl der „neuen“ als auch der „alten“ schizophrenen Langzeitpatienten in den finnischen psychiatrischen Kliniken innerhalb von 10 Jahren um 60 Prozent zurückgegangen! In den 1980er und 1990er Jahren leitete Alanen zusammen mit Endre Ugelstad und anderen skandinavischen Kollegen auch das NIPS-Projekt (Nordic Investigation on Psychotherapy of Schizophrenia), das die Förderung psychodynamisch orientierter Untersuchung und Behandlung schizophrener Patienten im gemeindepsychiatrischen Kontext zum Ziel hatte. In den Jahren 1982–84 wirkte er als Vorsitzender des Ausschusses für psychische Gesundheit in Finnland, dessen Ziel es war, die Trennung zwischen Psychiatrie und anderen medizinischen Fachrichtungen zu beenden. Die Vorschläge des Ausschusses führten zu einem neuen Gesetz für psychische Gesundheit, das 1991 in Kraft trat.

## Ehrungen
- 1979 erhielt er den 17. Stanley R. Dean Research Award, der vom American College of Psychiatrists und dem Fund for the Behavioral Sciences in Anerkennung grundlegender Forschungsleistungen in den Verhaltenswissenschaften verliehen wird, die zum Verständnis der Schizophrenie beitragen.
- 2008 wurde Alanen der erste Pinel-Preis der World Psychiatric Association (WPA) verliehen
- Ehrenmitglied von neun wissenschaftlichen und/oder Berufsvereinigungen, darunter – neben der ISPS – der finnischen, schwedischen und polnischen Psychiatrievereinigung sowie der European Family Therapy Association.

## Veröffentlichungen (Auswahl)
- Y. Alanen: The Mothers of Schizophrenic Patients. In: Acta Psychiatr et Neurologica Scand. Suppl. Band 124, 1958, S. 1–361.
- Y. Alanen: The Family in the Pathogenesis of Schizophrenic and Neurotic Disorders. In: Acta Psychiatr Scand. Suppl. 190, 1966, S. 1–654.
- Y. Alanen: Dostojewskis Gut und Böse. Weilin+Göös, 1981, ISBN 951-35-2344-6. (Finnisch)
- Y. Alanen et al.: Early Treatment for Schizophrenic Patients. In: Scandinavian psychotherapeutic approaches. Scandinavian University Press, Oslo 1994, ISBN 82-00-41197-4.
- Y. Alanen: Schizophrenia - Its Origins and Need-Adapted Treatment. Karnac, London 1997, ISBN 1-85575-156-9.
- Y. Alanen: Schizophrenie und Psychotherapie. (Übers. T. Piegler). In: Psychotherapeut. Band 45, 2000, S. 214–222.
- Yrjö O. Alanen: Schizophrenie. Entstehung, Erscheinungsformen und die bedürfnisangepasste Behandlung. Klett-Cotta, Stuttgart 2001, ISBN 3-608-94312-9.
- V. Aderhold, Y. Alanen et al.: Psychotherapie der Psychosen; Integrative Behandlungsansätze aus Skandinavien. Psychosozial-Verlag, Giessen 2003, ISBN 3-89806-232-5.
- Y. Alanen: Von Shakespeare und Simenon. Essays eines Psychiaters zu den Klassikern. Therapeia-säätiö, Helsinki 2003. (Finnisch)
- Y. Alanen: Eine Erinnerung an Kindheit und Jugend. Therapeia-säätiö, Helsinki 2010. (Finnisch)
- Y. Alanen: Im selben Boot – Erinnerungen und Aufzeichnungen eines Psychiaters. Therapeia-säätiö, Helsinki 2012. (Finnisch)